# Nerastria basicinerea
Nerastria basicinerea là một loài bướm đêm trong họ Noctuidae.